# Lac-Huron
Pour le lac qui fait partie des Grands Lacs, voir lac Huron.
Lac-Huron est un territoire non organisé situé dans la municipalité régionale de comté (MRC) de Rimouski-Neigette, dans la région administrative du Bas-Saint-Laurent, au Québec (Canada).

## Géographie
À partir du lac des Échos, dans le nord-ouest, la rivière de l'Orient coule vers le nord-ouest.
À partir du lac Senan, dans le sud-ouest, la rivière Touladi coule vers le sud-ouest.
La rivière Rimouski traverse le centre de la municipalité du sud-ouest vers le nord-ouest.
À partir du lac Taché, dans le nord-est, la rivière Rimouski Est coule vers le sud jusqu'à sa confluence avec la rivière Rimouski.
Deux rivières Ferrée coulent dans la municipalité : à partir de son crénon, dans le nord-ouest, la rivière Ferrée (Lac Ferré) coule vers le nord-est.
À partir du lac Ferré crénon, dans le nord-est, la rivière Ferrée (lac des Eaux Mortes) coule vers le nord-est.
À partir du Petit Kedgwick, dans le centre-est, la rivière Kedgwick coule vers le sud-est.
La rivière Mistigougèche fait une brève incursion vers le nord dans l'est de la municipalité.

## Toponymie
Son nom a été officialisé le 13 mars 1986. Il tire son nom du lac Huron.

## Démographie
| 2001 | 2006 | 2011 | 2016 | 2021 |
| ---- | ---- | ---- | ---- | ---- |
| 0    | 15   | 5    | 10   | 30   |